# Gerhard Schneider (Politiker, 1942)
Gerhard Schneider (* 11. Juli 1942 in Rüdersdorf bei Berlin; † 26. Januar 2019) war ein deutscher Politiker (SPD).
Schneider machte 1962 sein Abitur und legte anschließend seinen Wehrdienst in der Bundeswehr ab. Ab 1963 studierte er an der Freien Universität Berlin Politikwissenschaft, Neue Geschichte und Staatsrecht. 1967 schloss er das Studium als Diplom-Politologe ab. Von 1970 bis 1975 war er Wissenschaftlicher Mitarbeiter bei der SPD-Fraktion im Abgeordnetenhaus von Berlin.
1964 trat Schneider der SPD bei. Bei der Berliner Wahl 1971 wurde er in die Bezirksverordnetenversammlung im Bezirk Steglitz gewählt. Bei der folgenden Wahl 1975 wurde Schneider über die Bezirksliste Steglitz in das Abgeordnetenhaus gewählt. Er war teilweise Parlamentarischer Geschäftsführer, 1989 schied er aus dem Parlament aus.
Von 1989 bis 1991 war Schneider Staatssekretär bei Senator Horst Wagner in der Senatsverwaltung für Arbeit, Verkehr und Betriebe.